# Grand Prix Formule 1 van Brazilië 2012
De Grand Prix Formule 1 van Brazilië 2012 werd gehouden op 25 november 2012 op het Autódromo José Carlos Pace. Het was de twintigste en laatste race van het kampioenschap.

## Wedstrijdverslag

### Achtergrond

#### Kampioenschapsstrijd
De strijd om het kampioenschap gaat nog tussen de Red Bull-coureur Sebastian Vettel en Fernando Alonso van Ferrari. Alonso kan kampioen worden wanneer:
- Alonso wint en Vettel niet in de top 4 eindigt;
- Alonso tweede wordt en Vettel niet in de top 7 eindigt;
- Alonso derde wordt en Vettel niet in de top 9 eindigt.

In alle andere gevallen wint Vettel de wereldtitel.

### Kwalificatie
Lewis Hamilton start in zijn laatste race voor McLaren op pole position. Zijn teamgenoot Jenson Button start vanaf plaats 2. De Red Bulls van Mark Webber en Sebastian Vettel vertrekken van de tweede rij. De Ferrari's van Felipe Massa en Fernando Alonso kwalificeerden zich als vijfde en achtste, met de Williams van Pastor Maldonado en de Force India van Nico Hülkenberg tussen hen in. Lotus-coureur Kimi Räikkönen en Nico Rosberg van Mercedes starten de race vanaf de plaatsen 9 en 10.
Na afloop van de kwalificatie kreeg Maldonado een reprimande voor het missen van een weging. Aangezien dit zijn derde reprimande van het seizoen was, kreeg hij een gridstraf van 10 plaatsen. Paul di Resta promoveert hierdoor voor Force India in de top 10.

### Race
Jenson Button won de race, nadat Lewis Hamilton in ronde 54 door Nico Hülkenberg in leidende positie van de baan werd gereden. Fernando Alonso werd tweede, maar omdat titelrivaal Sebastian Vettel als zesde eindigde, werd Vettel voor het derde jaar op rij wereldkampioen. Het podium werd volgemaakt door Felipe Massa. Mark Webber eindigde als vierde, voor Hülkenberg, die alsnog als vijfde over de streep wist te komen na een drive-through penalty voor het veroorzaken van een botsing. Michael Schumacher werd voor Mercedes in zijn laatste Formule 1-race als zevende afgevlagd, voor Toro Rosso-coureur Jean-Éric Vergne. De laatste punten gingen naar Kamui Kobayashi, die met een negende plaats afscheid nam van Sauber, en Kimi Räikkönen. De race eindigde onder de safetycar na een crash van Paul di Resta.

## Vrije trainingen
- Er wordt enkel de top 5 weergegeven.

| Vrije training 1 | Pos | No | Coureur          | Constructeur            | Tijd     |
| ---------------- | --- | -- | ---------------- | ----------------------- | -------- |
| Vrije training 1 | 1   | 4  | Lewis Hamilton   | McLaren-Mercedes        | 1:14.131 |
| Vrije training 1 | 2   | 1  | Sebastian Vettel | Red Bull Racing-Renault | 1:14.140 |
| Vrije training 1 | 3   | 2  | Mark Webber      | Red Bull Racing-Renault | 1:14.198 |
| Vrije training 1 | 4   | 3  | Jenson Button    | McLaren-Mercedes        | 1:14.217 |
| Vrije training 1 | 5   | 5  | Fernando Alonso  | Ferrari                 | 1:14.392 |
| Vrije training 2 | Pos | No | Coureur          | Constructeur            | Tijd     |
| Vrije training 2 | 1   | 4  | Lewis Hamilton   | McLaren-Mercedes        | 1:14.026 |
| Vrije training 2 | 2   | 1  | Sebastian Vettel | Red Bull Racing-Renault | 1:14.300 |
| Vrije training 2 | 3   | 2  | Mark Webber      | Red Bull Racing-Renault | 1:14.523 |
| Vrije training 2 | 4   | 6  | Felipe Massa     | Ferrari                 | 1:14.553 |
| Vrije training 2 | 5   | 5  | Fernando Alonso  | Ferrari                 | 1:14.592 |
| Vrije training 3 | Pos | No | Coureur          | Constructeur            | Tijd     |
| Vrije training 3 | 1   | 3  | Jenson Button    | McLaren-Mercedes        | 1:13.188 |
| Vrije training 3 | 2   | 1  | Sebastian Vettel | Red Bull Racing-Renault | 1:13.245 |
| Vrije training 3 | 3   | 2  | Mark Webber      | Red Bull Racing-Renault | 1:13.385 |
| Vrije training 3 | 4   | 4  | Lewis Hamilton   | McLaren-Mercedes        | 1:13.389 |
| Vrije training 3 | 5   | 10 | Romain Grosjean  | Lotus-Renault           | 1:13.420 |

Testcoureurs:
- Valtteri Bottas (Williams-Renault; P14)
- Giedo van der Garde (Caterham-Renault; P19)

## Kwalificatie
| Pos                 | No | Coureur            | Constructeur            | Q1       | Q2       | Q3       | Grid |
| ------------------- | -- | ------------------ | ----------------------- | -------- | -------- | -------- | ---- |
| 1                   | 4  | Lewis Hamilton     | McLaren-Mercedes        | 1:15.075 | 1:13.398 | 1:12.458 | 1    |
| 2                   | 3  | Jenson Button      | McLaren-Mercedes        | 1:15.456 | 1:13.515 | 1:12.513 | 2    |
| 3                   | 2  | Mark Webber        | Red Bull Racing-Renault | 1:16.180 | 1:13.667 | 1:12.581 | 3    |
| 4                   | 1  | Sebastian Vettel   | Red Bull Racing-Renault | 1:15.644 | 1:13.209 | 1:12.760 | 4    |
| 5                   | 6  | Felipe Massa       | Ferrari                 | 1:16.263 | 1:14.048 | 1:12.987 | 5    |
| 6                   | 18 | Pastor Maldonado   | Williams-Renault        | 1:16.266 | 1:13.698 | 1:13.174 | 16   |
| 7                   | 12 | Nico Hülkenberg    | Force India-Mercedes    | 1:15.536 | 1:13.704 | 1:13.206 | 6    |
| 8                   | 5  | Fernando Alonso    | Ferrari                 | 1:16.097 | 1:13.856 | 1:13.253 | 7    |
| 9                   | 9  | Kimi Räikkönen     | Lotus-Renault           | 1:16.432 | 1:13.698 | 1:13.298 | 8    |
| 10                  | 8  | Nico Rosberg       | Mercedes                | 1:15.929 | 1:13.848 | 1:13.489 | 9    |
| 11                  | 11 | Paul di Resta      | Force India-Mercedes    | 1:15.901 | 1:14.121 |          | 10   |
| 12                  | 19 | Bruno Senna        | Williams-Renault        | 1:15.333 | 1:14.219 |          | 11   |
| 13                  | 15 | Sergio Pérez       | Sauber-Ferrari          | 1:15.974 | 1:14.234 |          | 12   |
| 14                  | 7  | Michael Schumacher | Mercedes                | 1:16.005 | 1:14.334 |          | 13   |
| 15                  | 14 | Kamui Kobayashi    | Sauber-Ferrari          | 1:16.400 | 1:14.380 |          | 14   |
| 16                  | 16 | Daniel Ricciardo   | STR-Ferrari             | 1:16.744 | 1:14.574 |          | 15   |
| 17                  | 17 | Jean-Éric Vergne   | STR-Ferrari             | 1:16.722 | 1:14.619 |          | 17   |
| 18                  | 10 | Romain Grosjean    | Lotus-Renault           | 1:16.967 |          |          | 18   |
| 19                  | 21 | Vitali Petrov      | Caterham-Renault        | 1:17.073 |          |          | 19   |
| 20                  | 20 | Heikki Kovalainen  | Caterham-Renault        | 1:17.086 |          |          | 20   |
| 21                  | 24 | Timo Glock         | Marussia-Cosworth       | 1:17.508 |          |          | 21   |
| 22                  | 25 | Charles Pic        | Marussia-Cosworth       | 1:18.104 |          |          | 22   |
| 23                  | 23 | Narain Karthikeyan | HRT-Cosworth            | 1:19.576 |          |          | 23   |
| 24                  | 22 | Pedro de la Rosa   | HRT-Cosworth            | 1:19.699 |          |          | 24   |
| 107% tijd: 1:20.330 |    |                    |                         |          |          |          |      |

## Race
| Pos | No | Coureur            | Constructeur            | Rondes | Tijd/Oorzaak uitval | Grid | Punten |
| --- | -- | ------------------ | ----------------------- | ------ | ------------------- | ---- | ------ |
| 1   | 3  | Jenson Button      | McLaren-Mercedes        | 71     | 1:45:22.656         | 2    | 25     |
| 2   | 5  | Fernando Alonso    | Ferrari                 | 71     | +2.734              | 7    | 18     |
| 3   | 6  | Felipe Massa       | Ferrari                 | 71     | +3.615              | 5    | 15     |
| 4   | 2  | Mark Webber        | Red Bull Racing-Renault | 71     | +4.936              | 3    | 12     |
| 5   | 12 | Nico Hülkenberg    | Force India-Mercedes    | 71     | +5.708              | 6    | 10     |
| 6   | 1  | Sebastian Vettel   | Red Bull Racing-Renault | 71     | +9.453              | 4    | 8      |
| 7   | 7  | Michael Schumacher | Mercedes                | 71     | +11.907             | 13   | 6      |
| 8   | 17 | Jean-Éric Vergne   | STR-Ferrari             | 71     | +28.653             | 17   | 4      |
| 9   | 14 | Kamui Kobayashi    | Sauber-Ferrari          | 71     | +31.250             | 14   | 2      |
| 10  | 9  | Kimi Räikkönen     | Lotus-Renault           | 70     | +1 ronde            | 8    | 1      |
| 11  | 21 | Vitali Petrov      | Caterham-Renault        | 70     | +1 ronde            | 19   |        |
| 12  | 25 | Charles Pic        | Marussia-Cosworth       | 70     | +1 ronde            | 22   |        |
| 13  | 16 | Daniel Ricciardo   | STR-Ferrari             | 70     | +1 ronde            | 15   |        |
| 14  | 20 | Heikki Kovalainen  | Caterham-Renault        | 70     | +1 ronde            | 20   |        |
| 15  | 8  | Nico Rosberg       | Mercedes                | 70     | +1 ronde            | 9    |        |
| 16  | 24 | Timo Glock         | Marussia-Cosworth       | 70     | +1 ronde            | 21   |        |
| 17  | 22 | Pedro de la Rosa   | HRT-Cosworth            | 69     | +2 ronden           | 24   |        |
| 18  | 23 | Narain Karthikeyan | HRT-Cosworth            | 69     | +2 ronden           | 23   |        |
| 19  | 11 | Paul di Resta      | Force India-Mercedes    | 68     | Ongeluk             | 10   |        |
| DNF | 4  | Lewis Hamilton     | McLaren-Mercedes        | 54     | Botsing             | 1    |        |
| DNF | 10 | Romain Grosjean    | Lotus-Renault           | 5      | Ongeluk             | 18   |        |
| DNF | 18 | Pastor Maldonado   | Williams-Renault        | 1      | Ongeluk             | 16   |        |
| DNF | 19 | Bruno Senna        | Williams-Renault        | 0      | Botsing             | 11   |        |
| DNF | 15 | Sergio Pérez       | Sauber-Ferrari          | 0      | Botsing             | 12   |        |

## Standen na de Grand Prix
- Er wordt enkel de top 5 weergegeven.

### Coureurs
| Positie | Nummer | Rijder           | Team                    | Punten |
| ------- | ------ | ---------------- | ----------------------- | ------ |
| 1       | 1      | Sebastian Vettel | Red Bull Racing-Renault | 281    |
| 2       | 5      | Fernando Alonso  | Ferrari                 | 278    |
| 3       | 9      | Kimi Räikkönen   | Lotus-Renault           | 207    |
| 4       | 4      | Lewis Hamilton   | McLaren-Mercedes        | 190    |
| 5       | 3      | Jenson Button    | McLaren-Mercedes        | 188    |

### Constructeurs
| Positie | Nummers | Team                    | Rijders                         | Punten |
| ------- | ------- | ----------------------- | ------------------------------- | ------ |
| 1       | 1 2     | Red Bull Racing-Renault | Sebastian Vettel Mark Webber    | 460    |
| 2       | 5 6     | Ferrari                 | Fernando Alonso Felipe Massa    | 400    |
| 3       | 3 4     | McLaren-Mercedes        | Jenson Button Lewis Hamilton    | 378    |
| 4       | 9 10    | Lotus-Renault           | Kimi Räikkönen Romain Grosjean  | 303    |
| 5       | 7 8     | Mercedes                | Michael Schumacher Nico Rosberg | 142    |

## Noot
- Dit was de vijfhonderdste Grand Prix-start voor een Australische coureur.
- Eerste rondes als raceleider voor Nico Hülkenberg.
- Derde (opeenvolgende) wereldtitel voor Sebastian Vettel en de tiende wereldtitel voor een Duitse coureur. Door zijn derde titel te winnen, evenaarde Vettel het record van Juan Manuel Fangio (1955), Jack Brabham (1966), Jackie Stewart (1973), Niki Lauda (1984), Nelson Piquet (1987), Alain Prost (1989), Ayrton Senna (1991), en Michael Schumacher (2000). Vettel was tevens de derde coureur die met succes zijn wereldtitel voor de tweede keer wist te verdedigen, na Juan Manuel Fangio (1956) en Michael Schumacher (2002).
- Laatste overwinning voor Jenson Button.